# St. Maries
St. Maries és una població dels Estats Units a l'estat d'Idaho. Segons el cens del 2000 tenia 2.652 habitants.

## Demografia
Segons el cens del 2000, St. Maries tenia 2.652 habitants, 1.061 habitatges, i 675 famílies. La densitat de població era de 939,4 habitants/km².
Dels 1.061 habitatges en un 33,3% hi vivien nens de menys de 18 anys, en un 50,7% hi vivien parelles casades, en un 9,2% dones solteres, i en un 36,3% no eren unitats familiars. En el 29,9% dels habitatges hi vivien persones soles el 15,4% de les quals corresponia a persones de 65 anys o més que vivien soles. El nombre mitjà de persones vivint en cada habitatge era de 2,38 i el nombre mitjà de persones que vivien en cada família era de 2,98.
Per edats la població es repartia de la següent manera: un 26,4% tenia menys de 18 anys, un 7,6% entre 18 i 24, un 25,7% entre 25 i 44, un 23,3% de 45 a 60 i un 17% 65 anys o més.
L'edat mediana era de 38 anys. Per cada 100 dones de 18 o més anys hi havia 95,1 homes.
La renda mediana per habitatge era de 32.054 $ i la renda mediana per família de 37.474 $. Els homes tenien una renda mediana de 35.625 $ mentre que les dones 19.509 $. La renda per capita de la població era de 16.745 $. Aproximadament el 10,7% de les famílies i el 12,8% de la població estaven per davall del llindar de pobresa.

## Poblacions més properes
El següent diagrama mostra les poblacions més properes.